# Thomas Ceccon
Thomas Ceccon (ur. 27 stycznia 2001 w Thiene) – włoski pływak specjalizujący się w stylu grzbietowym i dowolnym, mistrz olimpijski (2024), mistrz i rekordzista świata, wielokrotny mistrz Europy.

## Kariera
W 2018 roku na mistrzostwach Europy w Glasgow w konkurencji 100 m stylem grzbietowym zajął piąte miejsce z czasem 53,85.
Rok później podczas mistrzostw świata w Gwangju na dystansie 100 m stylem grzbietowym uplasował się na 17. pozycji (54,20). W konkurencji 50 m stylem grzbietowym zajął 26. miejsce ex aequo z Brytyjczykiem Nicolasem Pylem. Obaj zawodnicy uzyskali czas 25,58.
W grudniu 2019 roku na mistrzostwach Europy na krótkim basenie w Glasgow płynął w wyścigu eliminacyjnym sztafet 4 × 50 m stylem dowolnym i otrzymał brązowy medal, gdy Włosi uplasowali się w finale na trzeciej pozycji.
Podczas mistrzostw Europy w Budapeszcie w maju 2021 roku zdobył brązowe medale w sztafetach męskich 4 × 100 m stylem dowolnym i stylem zmiennym oraz w sztafecie mieszanej 4 × 100 m stylem dowolnym. Na dystansie 100 m stylem grzbietowym był szósty, uzyskawszy czas 53,02. W konkurencji 50 m stylem motylkowym zajął ósme miejsce (23,56).
Trzy miesiące później na igrzyskach olimpijskich w Tokio wraz z Alessandro Miressim, Lorenzo Zazzerim i Manuelem Frigo zdobył srebrny medal w sztafecie 4 × 100 m stylem dowolnym. W męskiej sztafecie 4 × 100 m stylem zmiennym razem z Nicolò Martinenghim, Federico Burdisso oraz Alessandro Miressim wywalczył brąz. Włosi czasem 3:29,17 poprawili rekord swojego kraju. Na dystansie 100 m stylem grzbietowym był czwarty i czasem 52,30 ustanowił nowy rekord Włoch. Czwarte miejsce zajął także w sztafecie mieszanej 4 × 100 m stylem zmiennym, w której płynął z Nicolò Martinenghim, Eleną Di Liddo i Federicą Pellegrini. W konkurencji 100 m stylem dowolnym uplasował się na 12. pozycji, uzyskawszy w półfinale czas 48,05.
Podczas igrzysk olimpijskich w Paryżu zwyciężył na dystansie 100 m stylem grzbietowym z czasem 52,00. W sztafecie 4 × 100 m stylem dowolnym zdobył brązowy medal.